# Parque nacional Monte Martin

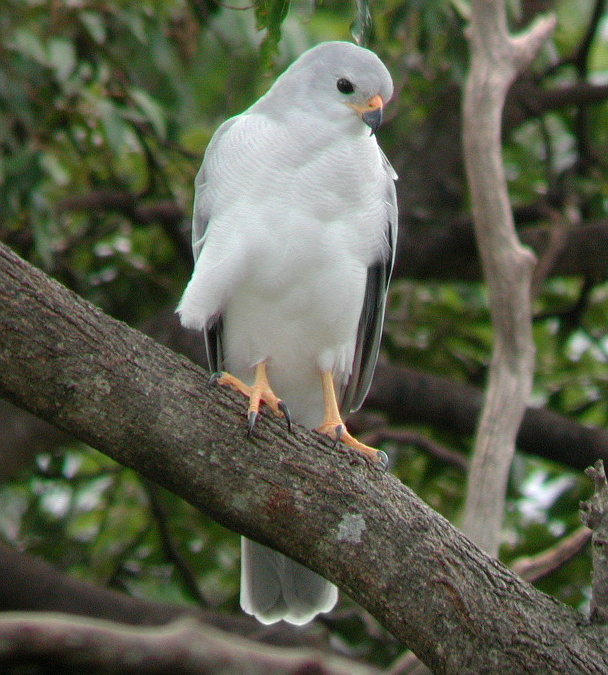
Un Grey Goshawk (Accipiter novaehollandiae), en el Parque nacional Monte Martin.

Monte Martin es un parque nacional en Queensland (Australia), ubicado a 829 km al noroeste de Brisbane.

## Datos
- Área: 4,76 km²
- Coordenadas: 21°04′19″S 148°49′46″E / -21.07194, 148.82944
- Fecha de Creación: 1994
- Administración: Servicio para la Vida Salvaje de Queensland
- Categoría IUCN: II

Véase también:
- Zonas protegidas de Queensland

- Datos: Q212030